# Peredowoje (Kaliningrad)
Peredowoje (russisch Передовое, deutsch Postehnen) ist ein Ort in der russischen Oblast Kaliningrad (Gebiet Königsberg (Preußen)) und gehört zur Prawdinskoje gorodskoje posselenije (Stadtgemeinde Prawdinsk (Friedland (Ostpr.))) im Rajon Prawdinsk (Kreis Friedland).

## Geographische Lage
Peredowoje liegt drei Kilometer südwestlich der heutigen Rajonshauptstadt und früheren Kreisstadt Prawdinsk (Friedland) an einer Nebenstraße (bis 1945 deutsche Reichsstraße 142), die von Prawdinsk bis in das russisch-polnische Grenzgebiet bei dem heute nicht mehr existenten Dorf Schönbruch (russischer Teil: Schirokoje, polnischer Teil: Szczurkowo) führt. Eine Bahnanbindung besteht nicht.

## Geschichte
Der früher Postehnen genannte Ort gehörte ab 11. Juni 1874 zum neu errichteten Amtsbezirk Mertensdorf (russisch: Tjomkino) im Landkreis Friedland (ab 1927 Landkreis Bartenstein (Ostpr.)) im Regierungsbezirk Königsberg der preußischen Provinz Ostpreußen. Lebten im Jahre 1910 in der Landgemeinde Postehnen lediglich 15 Einwohner, waren es zur gleichen Zeit im Gutsbezirk Postehnen 158.
Am 1. November 1928 wurde der Gutsbezirk Postehnen in die Stadtgemeinde Friedland eingegliedert, am 1. April 1929 folgte die Landgemeinde Postehnen. Damit hatte dieser Ort seine Selbständigkeit aufgegeben. Das 517 ha umfangreiche Rittergut Postehnen gehörte bis zur Enteignung Eberhard Baron von Buhl genannt Schimmelpfenning von der Oye (1898–1945). Er war Ehrenritter des Johanniterordens und starb als Rittmeister d. R. im Weltkrieg.
Infolge des Zweiten Weltkrieges kam Postehnen mit dem nördlichen Ostpreußen zur Sowjetunion und wurde 1950 in Peredowoje umbenannt. Bis zum Jahre 2009 war er innerhalb der seit 1991/92 russischen Oblast Kaliningrad in den Poretschinski sowjet (Dorfsowjet Poretschje (Allenau)) eingegliedert und ist seither – aufgrund einer Struktur- und Verwaltungsreform – eine als „Siedlung“ (russisch: possjolok) eingestufte Ortschaft innerhalb der Prawdinskoje gorodskoje posselenije (Stadtgemeinde Prawdinsk (Friedland)) im Rajon Prawdinsk.

## Kirche
Die Bevölkerung von Postehnen war vor 1945 überwiegend evangelischer Konfession. Das Dorf war in das Kirchspiel Friedland (russisch: Prawdinsk) im gleichnamigen Kirchenkreis innerhalb der Kirchenprovinz Ostpreußen der Kirche der Altpreußischen Union eingepfarrt. Auch heute besteht für Peredowoje wieder eine kirchliche Orientierung zur Kirchengemeinde in Prawdinsk, die nun allerdings eine Filialgemeinde der Auferstehungskirche in Kaliningrad (Königsberg) in der Propstei Kaliningrad der Evangelisch-Lutherischen Kirche Europäisches Russland (ELKER) ist.